# Indigofera trita
Indigofera trita är en ärtväxtart som beskrevs av Carl von Linné d.y.. Indigofera trita ingår i släktet indigosläktet, och familjen ärtväxter.

## Underarter
Arten delas in i följande underarter:
- I. t. scabra
- I. t. maffei
- I. t. marginulata
- I. t. purandharensis
- I. t. subulata
- I. t. trita